# ویرتن
شهر ویرتن (به فرانسوی: Virton) در شهرستان ویرتن  در استان لوکزامبورگ  در منطقه فدرال والوون در کشور بلژیک واقع شده‌است.